# Interzone
Interzone war eine deutschsprachige Rhythm-’n’-Blues- und Rockband, die zwischen 1980 und 1988 mehrere Alben veröffentlichte. Die größten Single- und Album-Erfolge waren Armer Paul (1982), Ich & mein Freund, die Katze (1984), Interzone (1981) und Das süße Leben (1985).

## Bandmitglieder
Musiker von Interzone waren unter anderem:
- Heiner Pudelko (* 18. August 1948; † 11. Januar 1995): Gesang, Mundharmonika
- Hans Wallbaum: Schlagzeug (* 2. Mai 1949; † 27. März 2020)
- Leo Lehr (* 29. März 1953; † 1988): Gitarren
- Mario Schulz (* 6. Januar 1955): Gitarren
- Kurt Herkenberg (* 5. September 1948; † 11. Juli 1983): Bass
- Ralf Schmidt (* 7. April 1954): Bass
- James Dellbridge (* 3. Mai 1958): Bass
- Ingo Bischof (* 2. Januar 1951; † 26. Januar 2019): Tasteninstrumente
- Axel Fuhrmann (* 24. Mai 1953): Tasteninstrumente
- Benjamin Hüllenkremer: Bass

## Bandgeschichte
Im Jahre 1968 gründete Pudelko zusammen mit dem Bassisten Kurt Herkenberg die Blues-Rock-Gruppe Curly Curve, in der später auch der Gitarrist Leo Lehr und der Schlagzeuger Hans Wallbaum spielten, stieg aber Anfang der 1970er Jahre wieder aus der Band aus. 1978 kam das Ende von Curly Curve und das Trio Wallbaum, Herkenberg, Lehr kam auf Pudelko zu, der zwischenzeitlich begonnen hatte, mit deutschen Texten zu arbeiten.
Anfang 1979 gründeten die vier die Gruppe Interzone, zu der kurz danach Ralf „Trotter“ Schmidt, „Bibi“ Schulz und Axel Fuhrmann von der Berlin Bar Band stießen. Pudelko schrieb anfangs keine eigenen Texte, war aber fasziniert von den Gedichten Wolf Wondratscheks. Nach dem Erfolg ihrer selbstproduzierten Single Kinderlieder aus Beton wollten Pudelko und Interzone 1980 die Musik ihres ersten Albums komplett mit vertonten Wondratschek-Texten veröffentlichen, doch der Lyriker zog sein Einverständnis hierzu zurück.
Anfang 1981 gingen Interzone ohne Plattenvertrag ins Berliner Audio-Tonstudio und nahmen mit Udo Arndt als Co-Produzent das erste Interzone-Album auf. Kurz vor Abschluss der Produktion kam es dann zur Einigung mit einer Plattenfirma und Mitte Juni 1981 erschien das Debütalbum mit dem Bandnamen im Titel. Der Musikexpress stellte die Formation per Flexi-Disc in Songauszügen vor. Kurz danach spielten Interzone auf der Berliner Waldbühne vor 22.000 Fans und wurden live im Fernsehen übertragen. Mit steigender Bekanntheit entschloss sich die Band zu einer 7-Tage-7-Städte-Tournee im November des Jahres, der sich im Frühjahr 1982 Auftritte (gemeinsam mit Spliff‚ Prima Klima und Extrabreit) bei der „Levi’s Rock Festival“-Tournee anschlossen. Diese Festival-Tour war bestens besucht, vorwiegend von sehr jungem Publikum.
Im September 1982 kam Aus Liebe, das zweite Album von Heiner Pudelko und Interzone, auf den Markt, über das z. B. das „Tip“-Magazin schrieb, es sei „… purer Stoff da capo …“. Das Album wurde von der Kritik allgemein begeistert aufgenommen. Obwohl es nicht in die offiziellen Charts kam, waren die Verkaufszahlen beachtlich.
Mitte 1983 wurde ein weiteres Konzert auf der Berliner Waldbühne gespielt, „Trotter“ Schmidt half seinen Freunden beim Waldbühnen-Konzert am Bass aus, stand aber für die weiteren Bandprojekte nicht mehr zur Verfügung. Der „Tagesspiegel“ schrieb über dieses Konzert mit vielen Berliner Bands: „… welch ein Glück, dass zum Ausklang mit ‚Interzone‘ wenigstens eine echte Blues- und Soulband erster Güte angesetzt war“.
Ende 1984 erschien die Single Ich und mein Freund die Katze, die von Nena-Produzent Reinhold Heil und Udo Arndt produziert wurde. Gitarrist Lehr stieg kurz danach aus, Bass spielte nun Benjamin Hüllenkremer, der James Delbridge ersetzte; an den Keyboards kam Ingo Bischof (ehemals Kraan) hinzu. Im Sommer 1985 präsentierten sich Interzone dann mit einem neuen Sound. Das dritte Album Das süße Leben verkaufte sich trotz der relativ aufwendigen Werbekampagne nicht besonders gut. Im Sommer 1986 löste sich die Band auf.
1988 produzierten Annette Humpe und Conny Plank das erste Soloalbum Heiner Pudelkos mit dem Titel Mein Schatz, bei dem wieder alle Interzone-Musiker mitwirkten. Im gleichen Jahr kam Leo Lehr ums Leben, er wurde von einem Lastwagen überfahren und starb. Kurz nach dem Jahreswechsel 1994/1995 starb Pudelko im Alter von 46 Jahren. Nach seinem Tode veröffentlichte die Plattenfirma unter dem Titel Mit artigsten Grüßen eine Kompilation der besten Lieder von Pudelko und Interzone aus 17 Jahren.
Mario Schulz spielte später bei Stoppok, Hans Wallbaum bei der Hamburg Blues Band, Ingo Bischof und Benjamin Hüllenkremer arbeiteten als Studiomusiker. Ralf „Trotter“ Schmidt war Bassist in der Rockband The Drivers und bei den Blues Alligators in Berlin.
40 Jahre nach der Aufnahme der Platte mit den Wondratschek-Texten gab es eine Freigabe der Rechte, die Masterbänder wurden überarbeitet und die Platte wurde unter dem Titel Letzte Ausfahrt am 15. März 2019 veröffentlicht.

## Diskografie

### Singles
- 1980: Kinderlieder aus Beton
- 1981: Hintermänner
- 1982: Armer Paul
- 1982: Aus Liebe
- 1984: Ich & mein Freund die Katze
- 1985: Dieses Album hat zehn Singles (lim. Auflage)

### Alben
- 1981: Interzone
- 1982: Aus Liebe
- 1985: Das süße Leben
- 1988: Mein Schatz (von Heiner Pudelko)
- 1992: Gloria (von Heiner Pudelko)
- 2019: Letzte Ausfahrt